# Aérodrome de Sassandra
L'aérodrome de Sassandra, code IATA : ZSS • code OACI : DISS, est un aéroport desservant Sassandra, en Côte d'Ivoire . 